# Danu
Danu ist eine Gottheit in der keltischen Mythologie Irlands. Die Herkunft des Namens „Danu“ kann von zwei verschiedenen Wesenheiten abgeleitet werden, von der altirischen Muttergöttin Anu (der altirische Name mit einem davor gesetzten „d“) oder von der Sagengestalt Danann, einer Tochter des Volkes der Túatha Dé Danann, die mehrmals im Lebor Gabála Érenn („Das Buch der Landnahmen Irlands“) erwähnt wird. Der Name Danu selbst taucht in der altirischen Mythologie als solcher niemals auf, wird aber aus den tradierten Begriffen Túatha Dé Danann („Die Stämme der Göttin Danu“) und Tri Dée Dána („Die drei Götter von Dána“) abgeleitet.

## Danann und die Tri Dée Dána
Eine Figur namens Danann (auch Dinand, Dianann und Donand) tritt neben Anu im Lebor Gabála Érenn auf, wo sie als Schwester der Feen Be Chuille und Be Theite und als Tochter der Flidais und des Tuirenn, eines Sohnes des Gottes Ogma bezeichnet wird. In der Cath Maige Tuired („Die Schlacht von Mag Tuired“) kämpft sie mit ihrer Schwester Be Chuille als Hexe auf der Seite der Túatha Dé Danann mit. Die Geschichte Aided Chlainne Tuirenn ("Der Tod der Kinder Tuirenns") berichtet von ihren drei Söhnen mit Tuirenn (nach anderer Version Bress), Brian, Iuchar und Iucharba. In Immacallam in dá Thuarad („Die Unterredung der beiden Weisen“) im Lebor Laignech („Das Buch von Leinster“) wird die Göttin Brigid als die Mutter der Tri Dée Dána bezeichnet, was Marie Henri d’Arbois de Jubainville dazu führte, Brigid und Danu miteinander gleichzusetzen. In Tochmarc Étaíne („Das Werben um Étaín“) werden die Tri Dée Dána mit dem Dagda, Lugh und Ogma identifiziert, an wieder anderer Stelle mit den drei Göttern des Handwerks Goibniu, Credne und Luchta.

## Etymologie
Gerhard Köbler und Julius Pokorny rekonstruieren *dānu als eine proto-indo-europäische Form mit der Bedeutung „fließendes Wasser“, die altirischen Formen – Nominativ danu, Genitiv danann, Dativ danainn – lassen auf eine prä-irische Form *Danona schließen, die das altkeltische suffix -on- für „groß“ enthält (wie in Matrona – „große Mutter“, Maponos – „großer Sohn“).Tri Dée Dána wird allerdings auch als „Drei Götter der Kunst“ oder „Drei Götter des Handwerks“ übersetzt, da Daná im altirischen „Handwerk“ bedeutet, in diesem Falle müsste sich Dánu vom protokeltischen *dƒnu- („Geschenk“, „Gabe“) ableiten.
Danu ist wahrscheinlich auch mit der Göttin Annea, sowie den britischen Sagengestalten Black Annis (Wales) und Gentle Annie (Schottland) in Verbindung zu bringen.